# Maceo Baston
Maceo Demond Baston (Corsicana, Texas, 29 de maig de 1976) és un jugador de bàsquet professional estatunidenc de l'NBA. Fa 2,08 m i juga d'aler.

## Trajectòria esportiva

### Universitat
Va jugar durant 4 temporades amb els Wolverines de la Universitat de Michigan, amb els quals va aconseguir el NIT el 1997. Va obtenir una mitjana de 10,7 punts i 6,6 rebots per partit.

### Professional
Fou elegit en la 58a posició del Draft de l'NBA de 1998 per Chicago Bulls, però mai va arribar allà. En canvi, va fitxar pels Quad City Thunder de la CBA, A on va quedar-se durant dos temporades abans de volar a Itàlia per firmar pel SC Montecatini. A l'any següent va viatjar a Catalunya per jugar amb el club Joventut de Badalona, des d'on va tornar a l'NBA per jugar 16 partits amb els Toronto Raptors, després dels quals va tornar a Europa per fitxar pel Maccabi Tel Aviv, on va guanyar dues Eurolligues abans de tornar de nou als Estats Units per jugar amb els Indiana Pacers.
El 2007 va firmar un contracte d'un any amb els Toronto Raptors.

#### Equips
- Quad City Thunder (CBA) (1998-2000)
- SC Montecatini (LEGA) (2000-2001)
- Joventut de Badalona (Lliga ACB)(2001-2003)
- Toronto Raptors (2003)
- Maccabi Tel Aviv (Israel) (2003-2006)
- Indiana Pacers (2006-2007)
- Toronto Raptors (2007-2008)
- Indiana Pacers (2008-2009)